# Beardius aciculatus
Beardius aciculatus är en tvåvingeart som beskrevs av Andersen och Ole Anton Saether 1996. Beardius aciculatus ingår i släktet Beardius och familjen fjädermyggor. Inga underarter finns listade i Catalogue of Life.